# Rudolf Autrata
Rudolf Autrata (ur. 27 maja 1961 w Brnie) – czeski okulista, mikrochirurg, profesor medycyny. Specjalizuje się w okulistyce dziecięcej.

## Życiorys
Wydział medycyny Uniwersytetu Masaryka w rodzinnym Brnie ukończył w 1985, a następnie został zatrudniony w tamtejszym szpitalu uniwersyteckim, w klinice katedry okulistyki dziecięcej, gdzie z czasem awansował na pozycję kierownika katedry (w 2004). W 1989 uzyskał pierwszy, a w 1999 – drugi stopień specjalizacji z okulistyki. Doktoryzował się na Uniwersytecie Karola w Pradze w 2001 (tytuł pracy: Photorefractive keratectomy for high myopic anisometropia in children). Habilitację uzyskał na Uniwersytecie Komeńskiego w Bratysławie w 2003. Trzy lata później (2006) otrzymał dyplom Master of Business Administration na Prague International Business School. Tytuł profesora okulistyki został mu nadany w 2009.
W pracy badawczej i klinicznej zajmuje się diagnozowaniem i leczeniem schorzeń oczu i widzenia u dzieci, w tym m.in.: chirurgią refrakcyjną, strabologią, chirurgią zaćmy i jaskry, przeszczepianiem rogówki oraz wszczepianiem soczewek wewnątrzgałkowych.
Jest członkiem Czeskiego Towarzystwa Okulistycznego (cz. Česká oftalmologická společnost, ČOS) oraz Czeskiego Towarzystwa Chirurgii Zaćmy i Chirurgii Refrakcyjnej (cz. Česká společnosti refraktivní a kataraktové chirurgie, ČSRKCH). Ponadto otrzymał honorowe członkostwo: Europejskiego Towarzystwa Chirurgów Zaćmy i Chirurgów Refrakcyjnych (ang. European Society of Cataract and Refractive Surgeons, ESCRS), Międzynarodowego Towarzystwa Chirurgii Refrakcyjnej (ang. International Society of Refractive Surgery, ISRS), Amerykańskiej Akademii Okulistyki (ang. American Academy of Ophthalmology, AAO) oraz Niemieckiego Towarzystwa Okulistycznego (niem. Deutsche Ophthalmologische Gesellschaft, DOG).
Należy także do: European Society for Vision and Eye Research (EVER), Amerykańskiego Towarzystwa Chirurgii Zaćmy i Chirurgii Refrakcyjnej (ang. American Society of Cataract and Refractive Surgery, ASCRS), Europejskiego Towarzystwa Okulistyki Dziecięcej (ang. European Pediatric Ophthalmology Society, EPOS) oraz American Association of Pediatric Ophthalmology and Strabismus (AAPOS).
Swoje artykuły publikował w takich czasopismach okulistycznych jak m.in. „Journal of Cataract and Refractive Surgery" oraz „Česká a slovenská oftalmologie".